# Dugongidae
Famille
La famille des dugongs (Dugongidae) est divisée en deux sous-familles.
- Selon ITIS :
  - sous-famille Dugonginae Gray, 1821
  - sous-famille Hydrodamalinae Palmer, 1895.